# Ожерелье голубки
Ожерелье голубки, или Таук аль-Хамама (Послание о любви и любящих араб. طوق الحمامة‎) — трактат о любви, написанный в 1022 году Ибн Хазмом. Творчество Ибн Хазма по большей части связано с теологией и правом, но также он написал своё единственное литературное произведение «Ожерелье голубки». На него сильно повлиял «Федр» Платона, хотя основная часть работы Ибн Хазма была его собственным сочинением, а не антологией других произведений. Хотя человеческие аспекты привязанности являются наиболее важными, книга всё же была написана с точки зрения набожного мусульманина, и поэтому общими темами были целомудрие и сдержанность.
Книга даёт представление о собственной психологии Ибн Хазма. Подростковое увлечение Ибн Хазма одной из служанок его семьи часто приводится как пример целомудренной безответной любви, о которой писал автор.
Работа неоднократно публиковалась на английском языке. А. Р. Нюкл из Восточного института Чикаго перевёл эту работу, его перевод увидел свет в 1931 году, а перевод А. Дж. Арберри был опубликован в 1951 году. На русский язык книга была переведена в 1933 году.